# دانشگاه اوپسالا
دانشگاه اوپسالا (انگلیسی: Uppsala University; سوئدی: Uppsala universitet) یکی از دانشگاه‌های پژوهشی در شهر اوپسالا در سوئد است و کهن‌ترین دانشگاه در منطقه اسکاندیناوی به‌شمار می‌رود. این دانشگاه در سال ۱۴۷۷ پایه‌گذاری شده‌است. این دانشگاه حدود ۲۳۰۰۰ دانشجوی تمام وقت، و ۲۲۰۰ دانشجو دکترا دارد. بخاطر قدمت زیاد دانشگاه اوپسالا، کلکسیونهای مختلفی مثل سکه کابینه وجود دارد که متعلق به دانشگاه است. از استادان ایرانی معروف دانشگاه می‌توان به داوود منشی زاده اشاره کرد که ایران‌شناسی و مصرشناسی تدریس می‌کرد.

## رنکینگ
در رتبه‌بندی دانشگاهٔ جهان QS در سال ۲۰۲۰ دانشگاه اوپسالا در رتبه ۱۱۶دنیا و سوم سوئد قرار گرفته‌است. همچنین بر اساس رتبه‌بندی مؤسسه تایمز در سال ۲۰۲۰ این دانشگاه در رتبه ۱۰۲دانشگاه‌های جهان قرار دارد.
ظرفیت دانشجویی:
این دانشگاه بیش از ۴۴ هزار دانشجو دارد و تعداد دانشجوهای دکتری آن به ۲ هزار و ۳۰۰ نفر می‌رسد.
تعداد اساتید این دانشگاه که به صورت پاره وقت و تمام وقت در حال تحصیل در دانشگاه اوپسالا هستند، حدود هزار و ۸۰۰ نفر بوده و مجموعاً، تعداد پرسنل آن به نزدیک به هفت هزار نفر می‌رسد.

کتابخانه دانشگاه:
کتابخانه دانشگاه اوپسالا حدود ۵٫۲۵ میلیون جلد کتاب و نشریات اداری را در خود جای داده‌است. این منابع شامل مجموعه نسخه‌های خطی هم می‌شود.
سیستم فعلی کتابخانه دانشگاه اوپسالا شامل ۱۹ شعبه است.
بیمارستان دانشگاه اوپسالا:
بیمارستان دانشگاهی اوپسالا به عنوان یک بیمارستان آموزشی برای دانشکده پزشکی و پرستاری فعالیت می‌کند.
این بیمارستان از سال ۲۰۰۳ میلادی بیش از هفت هزار پرسنل داشت.
در واقع این بیمارستان از خود دانشگاه قدیمی‌تر بوده و در سال ۱۳۰۲ میلادی تأسیس شده‌است.

## دانشکده‌ها
دانشکده‌های دانشگاه اوپسالا شامل:
- دانشکده الهیات
- دانشکده حقوق
- دانشکده هنر
- دانشکده زبان
- دانشکده علوم اجتماعی
- دانشکده علوم تربیتی
- دانشکده پزشکی
- دانشکده داروسازی